# Marc Diakiese

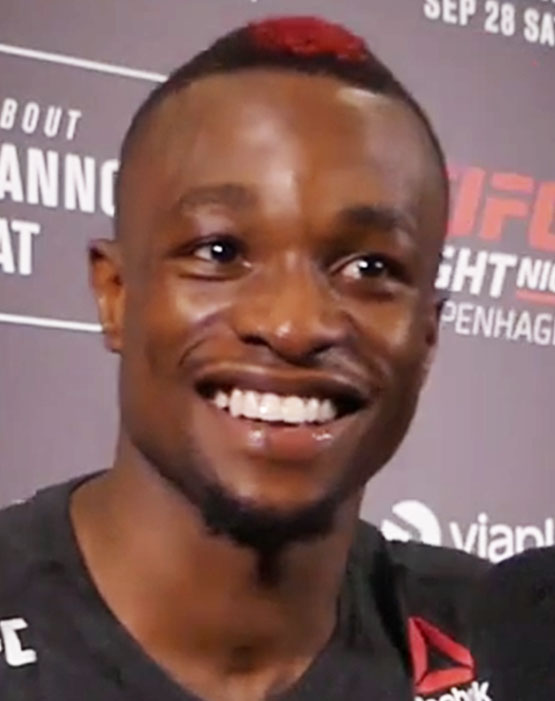
Marc Diakese durante o evento UFC Fight Night 160, em Copenhagen

Marc Diakiese (Kinshasa, 16 de março de 1993) é um lutador de artes marciais mistas inglês de ascendência congolesa, atualmente competindo na divisão leve do Ultimate Fighting Championship.

## Carreira no MMA

### Ultimate Fighting Championship
Diakiese fez sua estreia no UFC contra Lukasz Sajewski em 8 de outubro de 2016 no UFC 204: Bisping vs. Henderson II. Ele venceu a luta por nocaute técnico no segundo round.
Diakiese voltou para enfrentar Frankie Perez em 9 de dezembro de 2016 no UFC Fight Night: Lewis vs. Abdurakhimov. Ele venceu a luta por decisão unânime.
Ele enfrentou Teemu Packalen em 18 de março de 2017 no UFC Fight Night: Manuwa vs. Anderson. Diakiese nocauteou Packalen aos 30 segundos do primeiro round. A vitória rendeu a Diakiese seu primeiro bônus de Performance da Noite.
Diakiese enfrentou Drakkar Klose em 7 de julho de 2017 no The Ultimate Fighter 25 Finale. Ele perdeu por decisão dividida.
Diakiese enfrentou Dan Hooker em 30 de dezembro de 2017 no UFC 219: Cyborg vs. Holm. Ele perdeu por finalização no terceiro round.
Diakiese enfrentou Nasrat Haqparast em 22 de julho de 2018 no UFC Fight Night: Shogun vs. Smith. Ele perdeu por decisão unânime.
Diakiese enfrentou Joseph Duffy em 16 de março de 2019 no UFC Fight Night: Till vs. Masvidal. Ele venceu por decisão unânime.
Diakiese enfrentou Lando Vannata em 28 de setembro de 2019 no UFC Fight Night: Hermansson vs. Cannonier. Ele venceu a luta por decisão unânime.

## Cartel no MMA
| Cartel no MMA   |             |            |
| 21 lutas        | 16 vitórias | 5 derrotas |
| Por nocaute     | 6           | 0          |
| Por finalização | 1           | 2          |
| Por decisão     | 9           | 3          |

| Res.    | Cartel | Oponente            | Método                              | Evento                                      | Data       | Round | Tempo | Local                  | Notas                                   |
| ------- | ------ | ------------------- | ----------------------------------- | ------------------------------------------- | ---------- | ----- | ----- | ---------------------- | --------------------------------------- |
| Vitória | 16-5   | Damir Hadžović      | Decisão (unânime)                   | UFC Fight Night: Blaydes vs. Aspinall       | 23/07/2023 | 3     | 5:00  | Londres                |                                         |
| Vitória | 15–5   | Viacheslav Borschev | Decisão (unânime)                   | UFC on ESPN: Blaydes vs. Daukaus            | 26/03/2022 | 3     | 5:00  | Columbus, Ohio         |                                         |
| Derrota | 14-5   | Rafael Alves        | Finalização (guillhotina)           | UFC Fight Night: Holloway vs. Rodriguez     | 13/11/2021 | 1     | 1:48  | Las Vegas, Nevada      |                                         |
| Derrota | 14-4   | Rafael Fiziev       | Decisão (unânime)                   | UFC Fight Night: Figueiredo vs. Benavidez 2 | 18/07/2020 | 3     | 5:00  | Abu Dhabi              | Luta da Noite.                          |
| Vitória | 14-3   | Lando Vannata       | Decisão (unânime)                   | UFC Fight Night: Hermansson vs. Cannonier   | 28/09/2019 | 3     | 5:00  | Copenhage              |                                         |
| Vitória | 13-3   | Joseph Duffy        | Decisão (unânime)                   | UFC Fight Night: Till vs. Masvidal          | 16/03/2019 | 3     | 5:00  | Londres                |                                         |
| Derrota | 12-3   | Nasrat Haqparast    | Decisão (unânime)                   | UFC Fight Night: Shogun vs. Smith           | 22/07/2018 | 3     | 5:00  | Hamburgo               |                                         |
| Derrota | 12-2   | Dan Hooker          | Finalização (guilhotina)            | UFC 219: Cyborg vs. Holm                    | 30/12/2017 | 3     | 0:42  | Las Vegas, Nevada      |                                         |
| Derrota | 12-1   | Drakkar Klose       | Decisão (dividida)                  | The Ultimate Fighter: Redemption Finale     | 07/07/2017 | 3     | 5:00  | Las Vegas, Nevada      |                                         |
| Vitória | 12-0   | Teemu Packalén      | Nocaute (soco)                      | UFC Fight Night: Manuwa vs. Anderson        | 18/03/2017 | 1     | 0:30  | Londres                | Performance da Noite.                   |
| Vitória | 11-0   | Frankie Perez       | Decisão (unânime)                   | UFC Fight Night: Lewis vs. Abdurakhimov     | 09/12/2016 | 3     | 5:00  | Albany, New York       |                                         |
| Vitória | 10-0   | Łukasz Sajewski     | Nocaute Técnico (joelhadas e socos) | UFC 204: Bisping vs. Henderson II           | 18/10/2016 | 2     | 4:40  | Manchester             | Estreia no UFC.                         |
| Vitória | 9-0    | Kane Mousah         | Nocaute (soco)                      | BAMMA 25                                    | 14/05/2016 | 1     | 0:36  | Birmingham             | Defendeu o cinturão peso leve do BAMMA. |
| Vitória | 8-0    | Rick Selvarajah     | Nocaute (soco)                      | BAMMA 22                                    | 19/09/2015 | 1     | 0:24  | Dublin                 | Defendeu o cinturão peso leve do BAMMA. |
| Vitória | 7-0    | Jack McGann         | Decisão (unânime)                   | BAMMA 19                                    | 28/03/2015 | 3     | 5:00  | Blackpool              | Ganhou o cinturão peso leve do BAMMA.   |
| Vitória | 6-0    | Vernon O'Neil       | Decisão (unânime)                   | BAMMA 17                                    | 06/12/2014 | 3     | 5:00  | Manchester             |                                         |
| Vitória | 5-0    | Jefferson George    | Decisão (unânime)                   | BAMMA 16                                    | 13/09/2014 | 3     | 5:00  | Manchester             |                                         |
| Vitória | 4-0    | Danny Welsh         | Finalização (mata leão)             | CSFC 8                                      | 28/06/2014 | 1     | 2:16  | Doncaster              |                                         |
| Vitória | 3-0    | Jakob Grzegorzek    | Decisão (unânime)                   | CSFC 7                                      | 29/03/2014 | 3     | 5:00  | Doncaster              |                                         |
| Vitória | 2-0    | Tom Earnshaw        | Nocaute Técnico (socos)             | Cage Kumite 2                               | 01/11/2013 | 1     | 4:52  | Barnsley               |                                         |
| Vitória | 1-0    | Harris Neofytou     | Nocaute Técnico (socos)             | MMA Total Combat 55                         | 21/09/2013 | 1     | 1:27  | Spennymoor, Inglaterra |                                         |